# ノース・エアシャー

ノース・エアシャーの位置

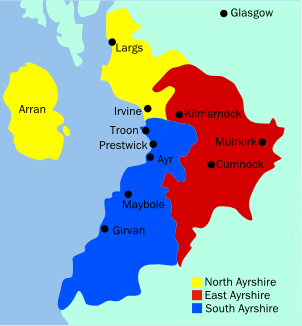
エアーシャー全図。黄色がノース・エアシャー

ノース・エアシャー（英語: North Ayrshire、スコットランド・ゲール語: Siorrachd Inbhir Àir a Tuath）は、スコットランドの行政区画の1つである。

## 地理
エアシャーの北西部を占める。インヴァークライド、レンフルーシャー、イースト・エアシャー、サウス・エアシャーと接する。
総面積885平方キロメートル。人口13万3490人（2022年推計）。州都はアーバイン。
アラン島他、クライド湾上の小島も含む。

## 対外関係

### 姉妹自治体・提携自治体
- ウッデヴァラ（スウェーデン王国 ヴェストラ・イェータランド県）